# 维也纳广场 (德累斯顿)

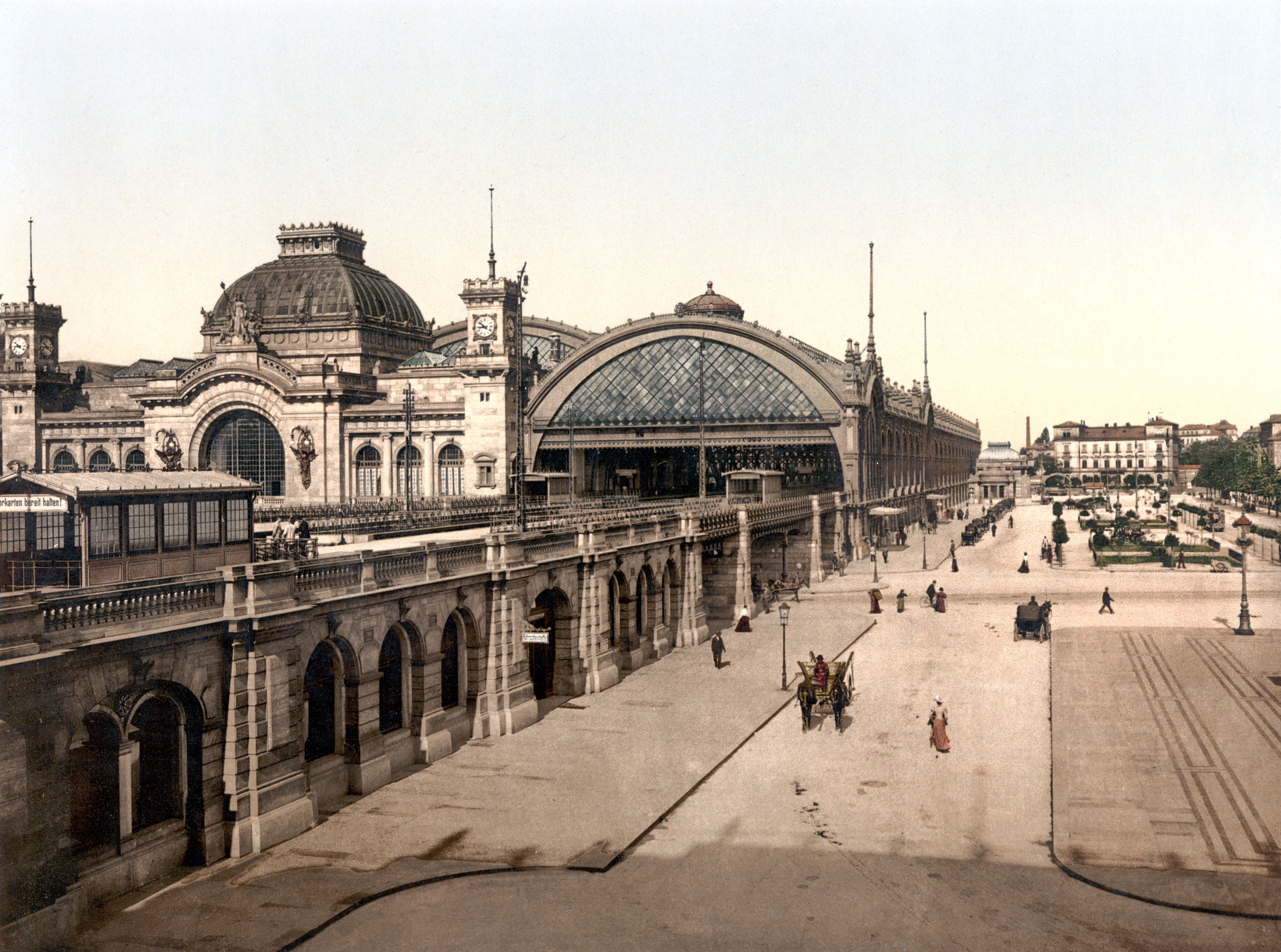
1905年

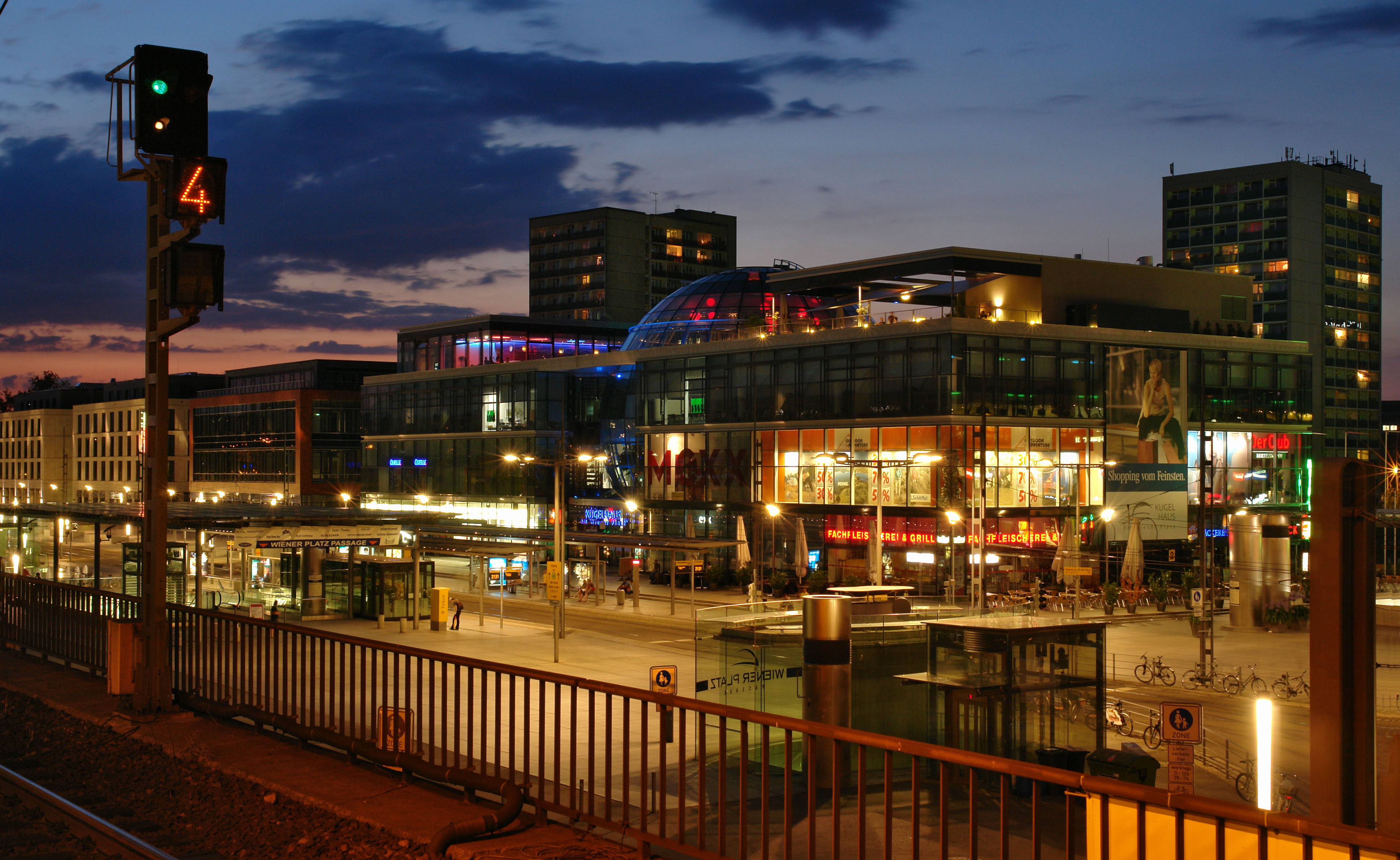
现状

维也纳广场（Wiener Platz）是德国城市德累斯顿的一个广场，位于火车总站以北，与邮局广场 和阿尔伯特广场同为该市电车系统的枢纽。维也纳广场也是布拉格大街的起点。

## 位置
维也纳广场位于德累斯顿老城区的南部边缘，该市的南北中轴线从此开始，沿布拉格大街、湖街、旧市场、宫殿广场、奥古斯特桥、新城市场和主街，最后到达阿尔伯特广场。
在维也纳广场，除了布拉格大街以外，还汇集了圣彼得堡街、Ammon街、维也纳街和 Fritz-Löffler街。其南侧即德累斯顿火车总站。

## 发展

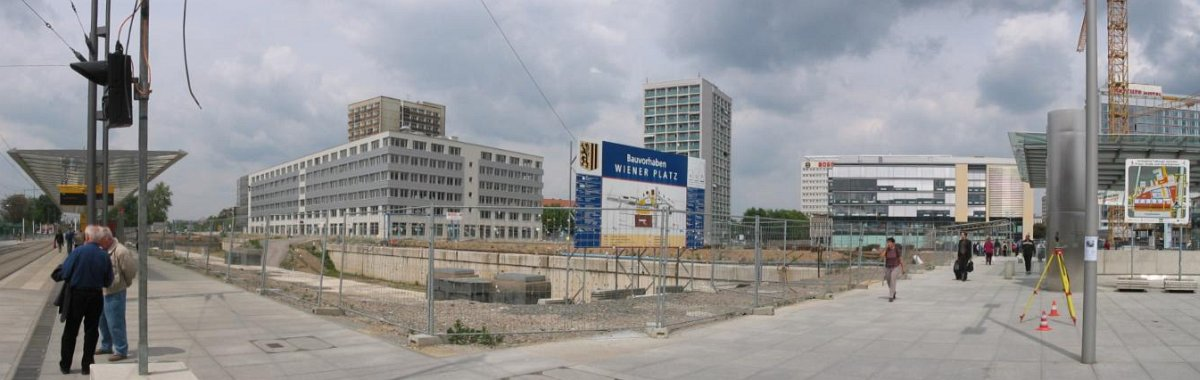
2004年的改建现场

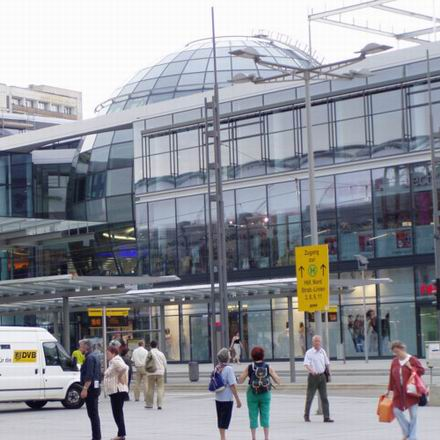
新球形屋

1990年以后，此处成为仅次于柏林波茨坦广场的第二大城市改造工程，一部分建筑已经完成。与新市场的经典历史建筑不同，维也纳广场所展示的是现代建筑。但是，过去广场上建筑的和谐还是得到了恢复。

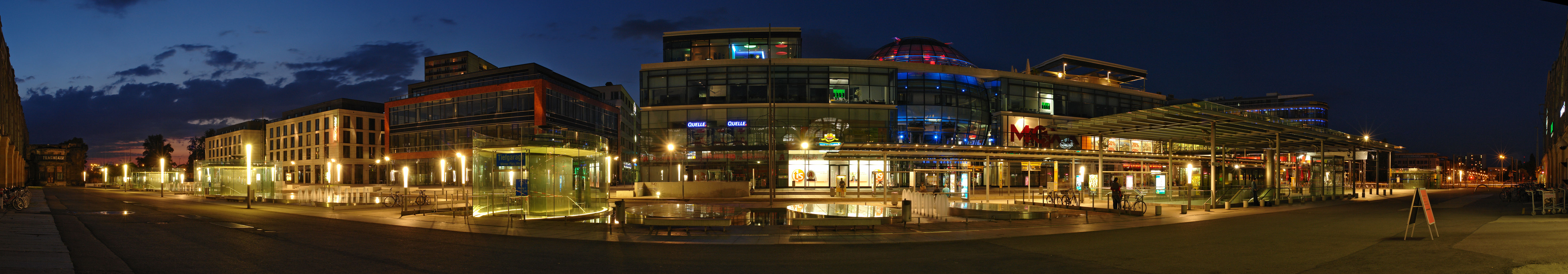
全景